# Universidad de Limerick

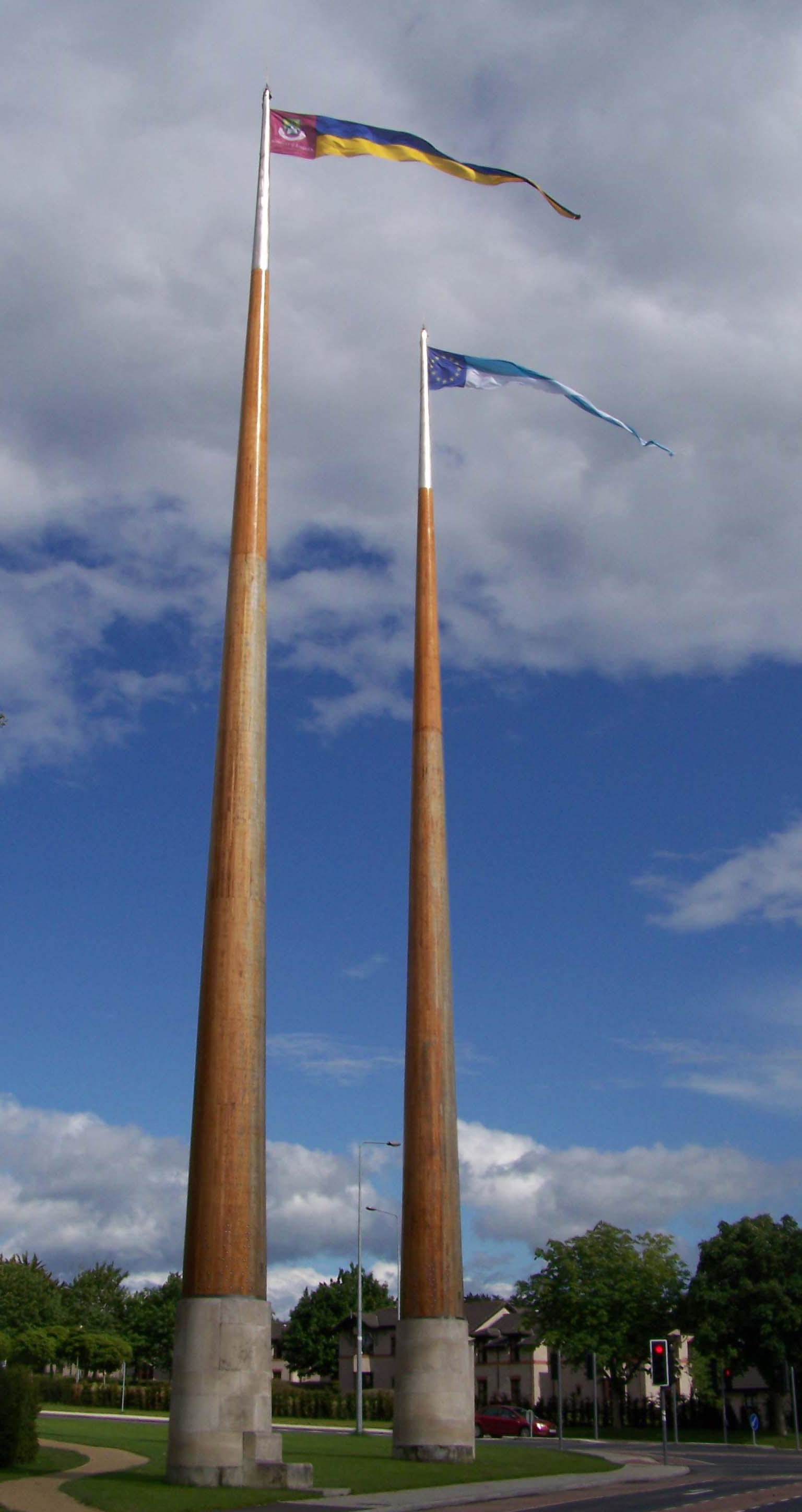
Entrada al campus de la Universidad de Limerick.

La Universidad de Limerick (en inglés, University of Limerick) es un centro educativo superior de Irlanda situado en la ciudad de Limerick, en el Condado de Limerick. Fue fundada en 1972 como Instituto Nacional de Educación Superior, y transformada en universidad en 1989. Fue la primera universidad establecida desde la fundación de la República de Irlanda, seguida, algo más tarde ese mismo día, por la Dublin City University.
La ciudad se sitúa junto al río Shannon, en un campus de unos 200 acres (0,8 km²), dentro del National Technological Park  de Plassey, 5 km del centro de Limerick. Actualmente la universidad cuenta con más de 11.000 estudiantes a tiempo completo, y unos 1.500 a tiempo parcial. Hay también unos 800 graduados investigadores, y unos 1.800 estudiantes de postgrado. El programa de educación cooperativa (conocido comúnmente como "Co-Op") obliga a los estudiantes a realizar prácticas de al menos ocho meses antes de su licenciatura. Este es uno de los primeros programas de este tipo establecidos en todo el país.

## Historia

### Fundación

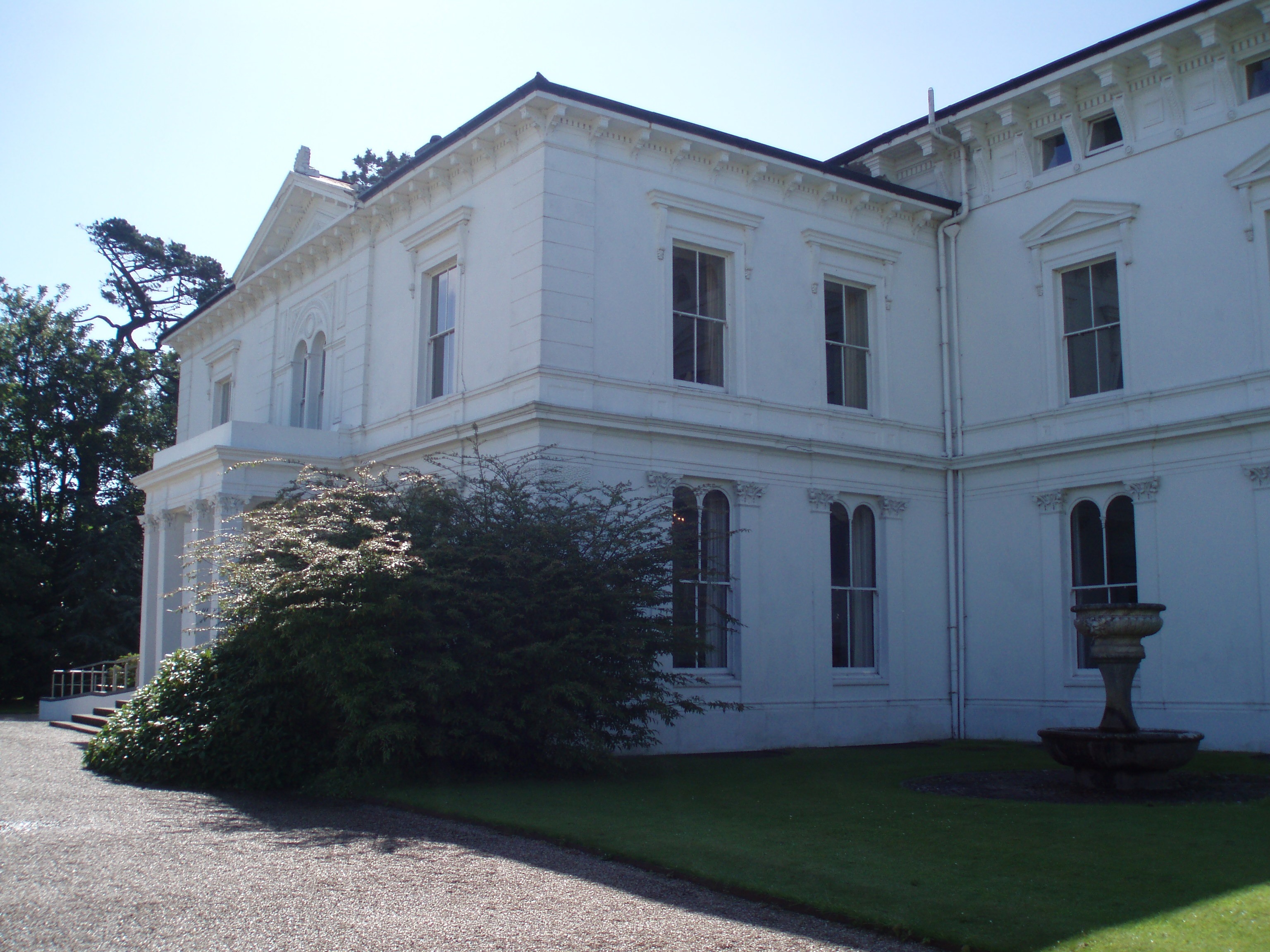
Plassey House, en el campus de la Universidad de Limerick.

Los primeros intentos de instaurar una universidad en Limerick datan de 1845, fecha en la que el alcalde solicitó que se abriese un Queen's College en Limerick; la petición no obtuvo resultados, a diferencia de Cork y Galway, que sí pudieron abrir sus primeras facultades.
El "Comité para el Proyecto de la Universidad de Limerick" fue fundado en septiembre de 1959 a iniciativa del entonces alcalde, Ted Russel. La iniciativa también contaba con el apoto del honorable juez del Tribunal Supremo Justice Dermot P. Kinlen, que más tarde llegaría a ser primer inspector general de Prisiones y lugares de detención. Ambos recibieron un título honorífico de la universidad, en reconocimiento por su apoyo.
Lo cierto es que el Estado se resistía a la idea de crear más centros universitarios, y en los años 60 desarrolló una política de fundación de instituciones de nivel inferior, que llevaron a la creación del National Institute for Higher Education (NIHE) de Limerick. El doctor Edward M. Walsh fue nombrado Director del instituto el 1 de enero de 1972, y el Taoiseach o primer ministro de Irlanda, Jack Lynch, inauguró el instituto. La Shannon Development Company, dedicada al desarrollo del área de Shannon, se adhirió al proyecto, y potenció la creación de un parque tecnológico, el National Technological Park.
La Universidad de Limerick, y anteriormente el Instituto, son únicos en Irlanda por haber sintetizado muchas de las ideas estadounidenses respecto a la educación, y haberlas introducido en el sistema irlandés. Por ejemplo, la universidad introdujo un sistema de educación cooperativa y un sistema de notas medias similar al americano. Además, el estilo presidencial del primer director, Edward M. Walsh, ha sido considerado como muy efectivo, y muy útil en el proceso de transformación de instituto a universidad. Durante los años 80 la precaria situación económica de la institución llevó a sus dirigentes a pedir financiación al Banco Europeo de Inversiones y el Banco Mundial, así como a inversores privados, aspecto también innovador en una época en la que las universidades solían depender principalmente de los presupuestos estatales. 
En 1989, poco antes de convertirse en universidad, se estuvo considerando el nombre de Technological University of Limerick ("Universidad tecnológica de Limerick"), en paralelo con la National Technological University. Finalmente, sin embargo, cuando se produjo la transformación se eligió el nombre de University of Limerick.

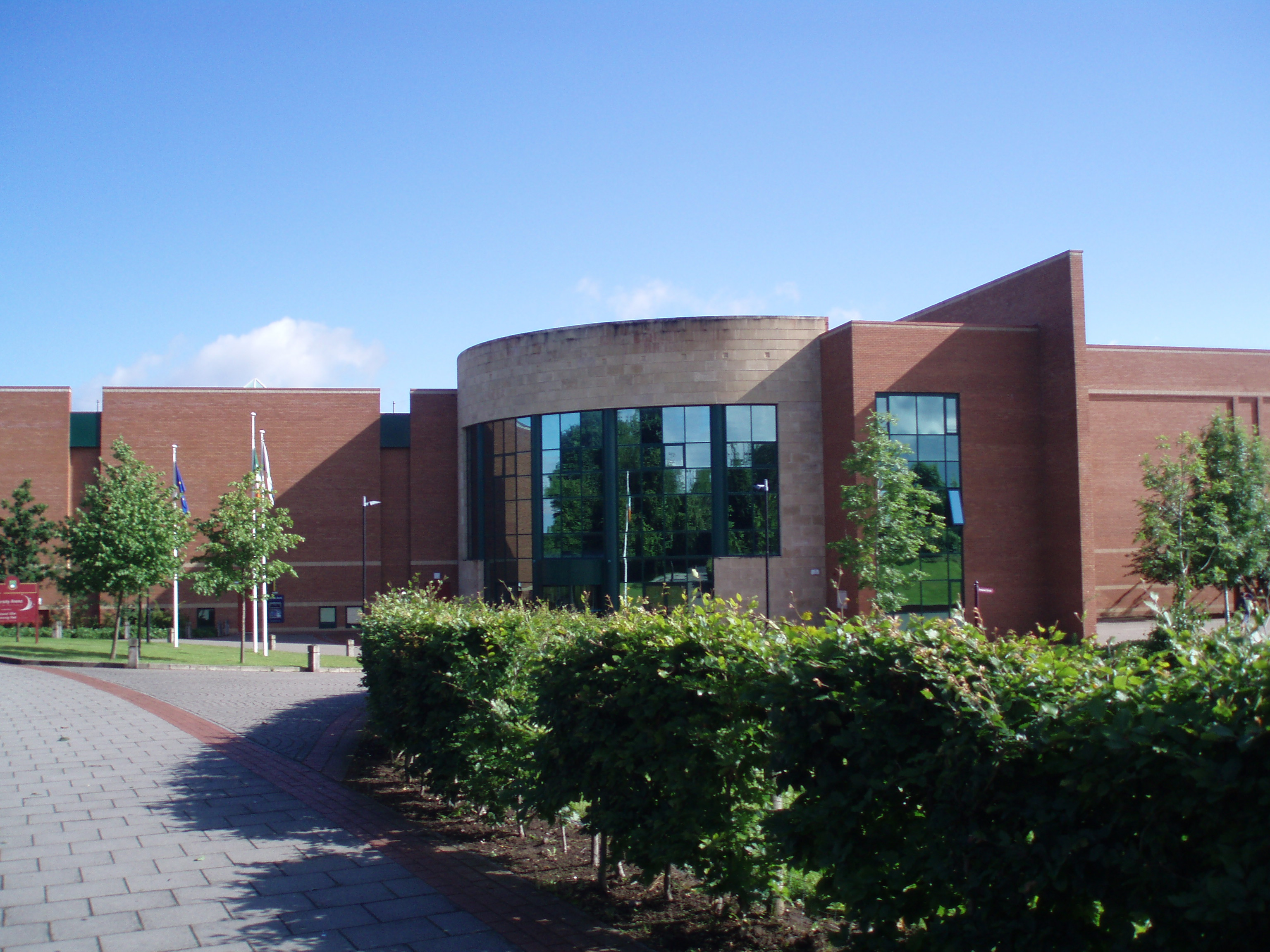
Sports Center y piscina olímpica, Universidad de Limerick.

### Expansión
Durante la última década aproximadamente, el campus de la Universidad de Limerick se ha expandido de forma importante, y ha llegado a ser considerado como uno de los mejores de Irlanda. El Foundation Building, o "Edificio fundacional", que incluye el University Concert Hall (auditorio para conciertos que hoy en día acoge a la Orquesta de cámara de Irlanda), así como la nueva biblioteca y muchos otros edificios fueron construidos en los años 90. Durante los años 2000–2004 se añadieron nuevos módulos, como el Materials & Surface Science Institute (MSSI), la Dromroe Student Village, un gran estadio y, junto a él, la primera piscina olímpica de 50 metros. En 2005 se abrieron el Engineering Research Building y el Millstream Courtyard, en un complejo cercano al Foundation Building.
La universidad continúa expandiéndose, con la construcción de una nueva sede para la Kemmy Business School ("Escuela de Negocios Kemmy"), y numerosos nuevos edificios en la ribera norte del Río Shannon. El Universit Bridge ("Puente de la Universidad"), inaugurado en 2004 permite el paso de peatones y vehículos a lo que se planea que se convierta en un segundo campus, al otro lado del río. Un segundo puente peatonal, unirá también ambos campus, desde el Millstream Courtyard hasta el nuevo Health Sciences Building ("Edificio de Ciencias de la Salud"). Se espera que pronto esté terminado un nuevo edificio para el Irish World Music Centre ("Centro Irlandés de Música Mundial"), que actualmente se aloja en los bajos del Foundation Building.
Gran parte de estos trabajos de expansión se deben a las contribuciones de la UL Foundation ("Fundación Universidad de Limerick"), un grupo de empresas, licenciados e individuos que patrocinan a la universidad. La Universidad también recibe fondos del Gobierno de Irlanda y de la Unión Europea.

## Organización interna

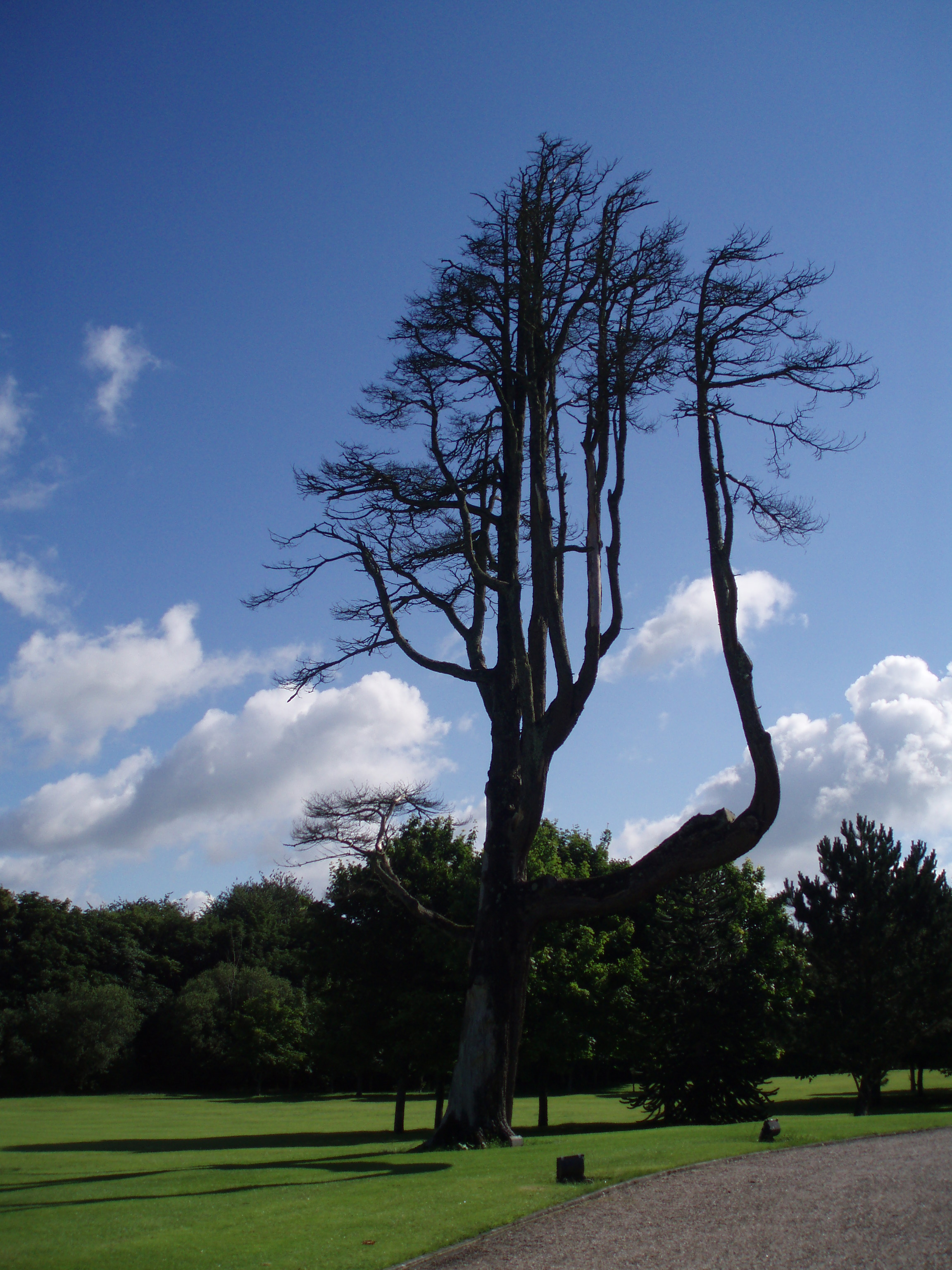
Vista del campus de la Universidad de Limerick.

La Universidad de Limerick se divide en seis Facultades o Colleges:
- Kemmy Business School ("Escuela de Negocios Kemmy")
- College of Education (Facultad de Educación)
- College of Engineering (Facultad de Ingeniería)
- College of Humanities (Facultad de Humanidades)
- College of Informatics and Electronics (Facultad de Informática y Electrónica)
- College of Science (Facultad de Ciencias)

Solamente existe un centro externo a la universidad vinculado a ella. Se trata del Mary Immaculate College, de Limerick.
Además, la Universidad cuenta con una asociación de estudiantes, la University of Limerick Students' Union

## Alojamiento
La Universidad ofrece un sistema de alojamiento para sus estudiantes y profesores, que además ocupan prácticamente la totalidad de las zonas residenciales adyacentes al campus, en especial la zona de Castletroy. En los últimos años se han construido diversos complejos de apartamentos dentro y fuera del campus. 
Existen cinco residencias principales dentro del campus:
- Plassey Village, la más antigua (construida entre 1987 y 1992), situada justo enfrente de la puerta principal de la universidad. Con capacidad para 424 estudiantes repartidos en casas de cuatro u ocho dormitodos.
- Kilmurry Village (edificada entre 1994 y 1997), situada al este del campus. Aloja a 540 estudiantes en casas de seis u ocho dormitorios. Es la más cercana al centro deportivo de la universidad.
- Dromroe Village (terminada de construir en 2001, situada en la ribera sur del Río Shannon. Alberga a 457 estudiantes in casas de seis, cuatro y dos dormitorios.
- Thomond Village fue creada en el otoño de 2004 y fue el primer edificio de la universidad en ser construido en la ribera norte, en County Clare. Ofrece alojamiento para 504 estudiantes en casas de seis, cuatro, dos o un dormitorio.
- Cappavilla Village es la residencia más moderna, abierta en septiembre de 2006 en la ribera norte, junto al nuevo edificio de Ciencias de la Salud. Esta residencia ha sido diseñada tomando como modelo los modernos resorts de esquí de Europa. Una nueva expansión de esta residencia abrió sus puertas en septiembre de 2007.